# 阮納和
阮納和（？—1377年），越南陈朝官员。
隆慶五年（1377年、明太祖洪武十年）正月，大越皇帝睿宗陈曔南征占婆，占婆国王制蓬峩发兵袭击，越军大溃。陳睿宗和越军大将阮纳和、杜礼、行遣范玄龄都战败阵亡。阮朝编年体史书《國史遺編》记载，阮奉在陈朝官至大将军，是阮朝皇帝的祖先，以阮納和为阮嫩之孙，都效点阮世赐之子，阮淦的十世祖。